# Gothic (jogo de computador)
Gothic é um jogo RPG de um jogador lançado para Windows desenvolvido pela companhia alemã Piranha Bytes. Foi lançado em março de 2001 na Alemanha, seguido pela versão em inglês norte-americana em novembro de 2001 e uma versão polonesa em 28 de março de 2002.

## Jogabilidade
Gothic é um jogo com perspectiva em terceira pessoa, onde o jogador controla o Nameless Hero (literalmente "Herói sem nome"), que deve completar missões, interagir com NPCs, caçar animais e aprender habilidades. O jogador pode escolher quais armas quer se especializar ou pode também decidir se tornar um mago e ir no caminho de aprender as habilidades mágicas.

## Enredo
O jogo se passa num mundo de fantasia medieval onde os humanos estão perdendo uma guerra contra os orcs. Para tentar sobreviver ao avanço dos orcs, o rei Rhobar II manda todos os homens de seu reino, incluindo criminosos, para minerar uma espécie de minério com elementos mágicos e utilizá-los para forjar armas mais poderosas. Para evitar que os criminosos fujam das minas, o rei demanda que os 12 magos mais poderosos do reino façam uma barreira mágica ao redor da região das minas, porém a barreira sai do controle dos magos e engloba todo o reino, o que deixa os guardas e magos vulneráveis aos criminosos. Logo o rei é forçado a lidar com as demandas dos criminosos e trocar seus produtos e riquezas pelos minérios mágicos das minas. Pouco tempo depois os criminosos se dividem em 3 facções, cada uma com suas ideias e convicções.

## Recepção
Gothic foi bem recebido tanto por jogadores quanto pela crítica, alcançando 81/100 no Metacritic. Embora com problemas, o jogo elogiado pelo fato de sua história não ser tão convencional, o protagonista é só um homem comum, não é um herói de uma profecia ou "o escolhido" para salvar o reino.